# Principe di Carignano (1865)
«Прінчіпе ді Каріньяно» (італ. Principe di Carignano) - броненосець Королівських військово-морських сил Італії  типу однойменного типу другої половини 19-го століття. 

## Історія створення
Броненосець «Прінчіпе ді Каріньяно» був закладений у січні 1861 року на верфі «Cantiere della Foce» в Генуї. 
Спущений на воду 15 вересня 1863 року, вступив у стрій 11 червня 1865 року.

## Історія служби
Після вступу у стрій «Прінчіпе ді Каріньяно» базувався в Таранто. З початком австро-італійської війни (1866) на броненосці тримав флагманський прапор адмірал Джованні Вакка, командувач III ескадри. 25 червня 1866 року ескадра прибула до Анкони, де об'єднались із ескадрою адмірала Карло Пелліон ді Персано.
Італійський флот декілька разів виходив у море, проте адмірал Персано нерішуче. Але під тиском уряду, якому після низки поразок на суші була потрібна перемога на морі для посилення позицій Італії на майбутніх мирних переговорах, 16 липня ескадра вирушила на захоплення острова Лісса.

### Битва біля Лісси
«Прінчіпе ді Каріньяно» разом з броненосцями «Кастельфідардо»,  «Анкона» входив до дивізії адмірала Вакки.
18 та 19 липня брав участь в обстрілі Лісси.
20 липня патрільні авізо повідомили про наближення австрійського флоту. Адмірал Карло Пелліон ді Персано вишикував свої кораблі у кільватерну колону.
Командувач австрійським флотом Вільгельм фон Тегетгофф спрямував удар своїх кораблів у розрив між дивізіями Вакки та Персано. 
О 10:45 «Прінчіпе ді Каріньяно» першим відкрив вогонь. Але вогонь італійців не завадив австрійцям вклинитись в колону італійських кораблів. Вакка намагався атакувати дерев'яні австрійські кораблі, але був відігнаний ворожим вогнем.
Здійснивши розворот, «Прінчіпе ді Каріньяно»,  «Кастельфілардо» та «Варезе» атакували австрійський дерев'яний лінійний корабель «Кайзер», але не змогли його потопити.
На цей момент «Ре д'Італія» вже був потоплений, «Палестро» палав і незабаром вибухнув. У цій ситуації Персано вирішив відвести свій флот, хоча все ще мав перевагу над австрійським флотом.

### Подальша служба
Після битви адмірал Персано був усунутий від командування, на його місце призначений Вакка. Йому було наказано атакувати військово-морську базу в Полі, але на той момент війна вже закінчилась.
Після війни італійський уряд зменшив бюджетні витрати на флот, екіпажі кораблів були частково демобілізовані, а кораблі більшу частину часу проводили в портах. Крім того, у цей час відбувавсая стрімкий розвиток броненосців, внаслідок чого кораблі швидко ставали застарілими.
Тому «Прінчіпе ді Каріньяно» також практично не залучався до активної служби. У 1870 році його озброєння було змінене і складалось з 8 x 203-мм і 16 x 164-мм гармат.
У 1873 році разом з іншими кораблями здійснив похід по Середземному морю.
у 1875 році «Прінчіпе ді Каріньяно» був виключений зі складу флоту і згодом розібраний на метал.